# Porto-Novo III
Porto-Novo III è un arrondissement del Benin situato nella città di Porto-Novo (dipartimento di Ouémé) con 36.258 abitanti (dato 2006).